# Günther Brenner
Günther Brenner (* 9. Dezember 1971 in Regensburg) ist ein deutscher Schauspieler.

## Leben
Bereits während seiner Schulzeit spielte Günther Brenner kleinere Rollen am Theater Regensburg. Nach dem Abitur am Albertus-Magnus Gymnasium zog er nach Freiburg im Breisgau und besuchte ab 1996 die dortige Schauspielschule im E-Werk, die er im Jahr 2000 mit dem Diplom abschloss. In den Folgejahren absolvierte Brenner darüber hinaus verschiedene Kurse in Camera acting. Ausgebildet ist er außerdem im Fechten, Bühnenkampf und in höfischen Tänzen.
Schon im Laufe der Ausbildung hatte Brenner erste Rollen an den der Schule angegliederten Kammerspielen. Nach dem Schulabschluss gastierte er an verschiedenen Tourneetheatern, spielte wiederholt bei den Clingenburg Festspielen sowie am Münchner TamS, am Mainfranken Theater Würzburg, am Stadttheater Fürth, am Theater Regensburg und den Carl Orff-Festspielen Andechs.
Seit Mitte der 2000er-Jahre steht Brenner auch regelmäßig vor der Kamera und hat immer wieder Gastrollen in bekannten Serien wie Die Rosenheim-Cops, Pfarrer Braun oder den Niederbayernkrimis Sau Nummer vier und Paradies 505.
Günther Brenner lebt in Regensburg.

## Filmografie (Auswahl)
- 1998: Rosenzweigs Freiheit
- 2006: Shoppen
- 2006: Zwei Ärzte sind einer zu viel – Zwei Ärzte sind einer zu viel
- 2009: Kommissarin Lucas – Vergessen und Vergeben
- 2009: Forsthaus Falkenau – Holzklau
- 2010: Sau Nummer vier. Ein Niederbayernkrimi
- 2010: Der kalte Himmel
- 2011: Pfarrer Braun – Altes Geld, junges Blut
- 2011: Mord in bester Familie
- 2011: Boarisch erpressn
- 2012: Zombies from Outer Space
- 2013: Mein Vater, seine Freunde und das ganz schnelle Geld
- 2013: Paradies 505. Ein Niederbayernkrimi
- 2014: Nebenwege – Pilgern auf Bayrisch
- 2014: Zwei allein
- 2014: Die Rosenheim-Cops – Mord unter Freunden
- 2015: Der Verein, der Metzger und der Tod
- 2017: Lena Lorenz – Geliehenes Glück
- 2017: Das schaffen wir schon
- 2018: Frühling (2 Folgen als Polizeichef)
- 2020: Frühling – Spuren der Vergangenheit
- 2022: Frühling – Auf den Hund gekommen
- 2022: Schweigend steht der Wald